# Charioserica striata
Charioserica striata är en skalbaggsart som beskrevs av Brenske 1900. Charioserica striata ingår i släktet Charioserica och familjen Melolonthidae.
Artens utbredningsområde är Madagaskar. Inga underarter finns listade i Catalogue of Life.